# Armada Music
Armada Music — независимый нидерландский лейбл звукозаписи, выпускающие синглы и компиляции в стиле транс и хаус. Компания была основана в июне 2003 года нидерландским диджеем Армином ван Бюреном, Майклом Пироном и Дэвидом Льюисом. Своё название лейбл берёт от первых двух букв имён основателей: Армин ван Бюрен, Майкл Пирон, Давид Льюис 
Лейбл привлёк внимание известных электронных музыкантов: Chicane, Маркус Шульц, Remy, M.I.K.E., Aly & Fila, Perry O’Neil, Max Graham, Mischa Daniels, Nick K and StoneBridge, которые управляют собственными подразделениями (подлейблами) в пределах Armada Music. Сам Армин ван Бюрен занимается лейблами Armind, A State Of Trance и Who's Afraid Of 138?!. На Armada Music в настоящее время существует множество различных подлейблов, представляющих различные виды электронной музыки.

## Награды
За своё время существования, компания выпустила ряд качественных релизов в результате чего, пять лет подряд она получила высшую награду «Best Global Dance Label» на IDMA (International Dance Music Awards). Лейбл также завоёвывал первые места на голосовании Trancepodium. 

## Подлейблы
- Armada Captivating
- Armada Chill
- Armada Deep
- Armada Electronic Elements
- Armada Subjekt
- Armada Trice
- Armada Zouk
- Armind (управляемый Armin van Buuren)
- A State of Trance (управляемый Armin van Buuren)
- Bambossa Records (управляемый Harry Romero)
- Darklight Recordings (управляемый Fedde le Grand)
- Days Like Nights (управляемый Eelke Kleijn)
- Delecta Records (управляемый Cedric Gervais)
- #DLDKMusic (Don't Let Daddy Know Music) (управляемый Sem Vox)
- Eclypse Records (управляемый Feenixpawl)
- Found Frequencies (управляемый Lost Frequencies)
- Garuda Music (управляемый Gareth Emery)
- #Goldrush Recordings (управляемый Ben Gold)
- Ignite Recordings (управляемый Firebeatz)
- inHarmony Music (управляемый Andrew Rayel)
- In My Opinion (управляемый Ørjan Nilsen)
- Interplay Records (управляемый Александром Поповым)
- Jee Productions (управляемый Jerome Isma-ae)
- KMS Records (управляемый Kevin Saunderson)
- Maktub Music Records (управляемый Justin Hendrik)
- Modena Records (управляемый Chicane)
- Rave Culture (управляемый W&W)
- Reaching Altitude (управляемый MaRLo)
- Sondos (управляемый Erick Morillo)
- Sono Music (управляемый Sunnery James & Ryan Marciano)
- Statement! Recordings (управляемый Ruben de Ronde)
- Subliminal Records (управляемый Erick Morillo)
- The Bearded Man
- Vapor (управляемый Mike Hawkins)
- Waxbox (управляемый Remy Unger)
- Who's Afraid of 138?! (управляемый Armin van Buuren)
- Yellow Productions (управляемый Bob Sinclar)

Бывшие подлейблы:
- 2-Dutch Records независимый
- 6K Music
- 68 Recordings в управлении Remy Unger
- Aerys Records в управлении Heatbeat
- Alteza Records в управлении Vini Vici, купленный Smash the House
- Armada North America
- Armada Various
- Aropa Records в управлении Dash Berlin
- AVA Recordings в управлении Andy Moor, купленный Black Hole Recordings
- AVA Blue
- Bandung в управлении Harry Lemon aka Lemon8
- Bits And Pieces в управлении 16 Bit Lolitas
- Black Book Audio
- Black Sunset Music в управлении Jeremy Vancaulart and Assaf, независимый
- Brobot Records в управлении Junior Sanchez, независимый
- Buygore в управлении Borgore, независимый
- Captivating Sounds ребрендинг, продолжил как Armada Captivating
- Club Elite в управлении M.I.K.E.
- Coldharbour Recordings в управлении Markus Schulz, купленный Black Hole Recordings
- Coldharbour Red в управлении Markus Schulz
- Cryon Recordings
- Cyber Records
- Danse Club Records в управлении Brodanse
- Denis Kenzo Recordings в управлении Denis Kenzo, независимый
- Different Pieces
- Electronic Elements ребрендинг, продолжил как Armada Electronic Elements
- Energetic Sounds
- Fame Recordings в управлении Mischa Daniels
- Fine Human Records
- FSOE (Future Sound of Egypt) Recordings в управлении Aly & Fila, независимый
- FSOE (Future Sound of Egypt) Excelsior в управлении Mohamed Ragab, отделился в 2016 в составе FSOE, продолжил в качестве независимого лейбла в 2017 как Excelsior Music
- Gangsta Audio в управлении Nick K
- Geousus Records в управлении Borgeous, независимый
- GOLDKID Records в управлении Julian Jordan, независимый
- Got Me Baby! Records в управлении Nervo
- IHU Records в управлении Antillas, продолжил как IHU Music Group, независимый
- JUMMP Records в управлении Juicy M
- KLASH Records в управлении Dirtcaps, независимый
- Intuition Deep
- Intuition Recordings
- M Recordings
- Magic Island Records в управлении Roger Shah, куплен Black Hole Recordings
- Mainstage Music ребрендинг, продолжил как Rave Culture
- Morrison Recordings в управлении Glenn Morrison
- No Art в управлении ANOTR, независимый
- NoFace Records в управлении Max Vangeli, независимый
- Organized Nature в управлении Gabriel & Dresden
- Perfecto Records в управлении Paul Oakenfold, куплен Black Hole Recordings
- Perfecto Black в управлении Paul Oakenfold, куплен Black Hole Recordings
- Pilot6 Recordings
- Planet Love Classics
- Planet Love Records
- Plus 39 Group
- Re*Brand в управлении Max Graham
- Release Records в управлении Third Party, независимый
- S107 Recordings
- Showland Records в управлении Swanky Tunes
- Skink Records в управлении Showtek, независимый
- Soundpiercing
- State Recordings в управлении Simon & Shaker
- Stealth Records в управлении Roger Sanchez, независимый
- Stoney Boy Music
- Subculture в управлении John O'Callaghan, куплен Black Hole Recordings
- Subjekt Recordings в управлении Kevin Duane, ребрендинг, продолжил как Armada Subjekt
- Top Flite Records в управлении Juicy M
- Trice Recordings в управлении Onno van Kemenade, ребрендинг, продолжил как Armada Trice
- Undr The Radr в управлении Roger Sanchez, независимый
- Wake Your Mind Recordings в управлении Cosmic Gate, куплен Black Hole Recordings
- WOLV в управлении Dyro
- Vandit Records в управлении Paul van Dyk, независимый
- Wall Recordings в управлении Afrojack, независимый
- Zouk Recordings ребрендинг, продолжил как Armada Zouk

## Записывающиеся музыканты
Музыканты, которые в настоящее время записываются на лейбле:
- Afrojack
- Alexander Popov
- Allen Watts
- Alpha 9
- Andrew Rayel
- Armin van Buuren
- Arston
- Arty
- Ashley Wallbridge
- Atfc
- Ben Gold
- Bob Sinclar
- Carl Nunes
- Cedric Gervais
- Chicane
- Chris Schweizer
- Dash Berlin
- Dave Winnel
- Davey Asprey
- David Gravell
- De Hofnar
- Dennis Kruissen
- D.O.D
- DubVision
- Eelke Kleijn
- Erick Morillo
- Estiva
- Fatum
- Fedde le Grand
- Feenixpawl
- Felon
- Firebeatz
- First State
- Francisco Allendes
- Frank Pole
- Gareth Emery
- Goldfish
- Harry Romero
- Heatbeat
- Husman
- Jan Blomqvist
- Jeremy Vancaulart
- Jerome Isma-Ae
- Jorn van Deynhoven
- Jordy Eley
- Junior Sanchez
- Kevin Saunderson
- KhoMha
- Kokirl
- Lost Frequencies
- Loud Luxury
- Low Steppa
- Luke Bond
- Luminn
- Magic Sound
- Maor Levi
- Marco Lys
- Mark Sixma
- MaRLo
- Mokita
- Morgan Page
- Omnia
- Orjan Nilsen
- Protoculture
- Radion6
- Rai
- Remy Unger
- Rodg
- Roger Sanchez
- Ruben de Ronde
- Sander Kleinenberg
- Sean Sines
- Sem Vox
- Sonny Bass
- Standerwick
- Stereoclip
- Sultan & Shepard
- Sunnery James & Ryan Marciano
- Super8 & Tab
- Swanky Tunes
- Thomas Gold
- Vigel
- Vini Vici
- W&W

## Остальные
Музыканты, которые выпускали свои треки на лейбле, и те, кто прекратил свою деятельность в лейбле.
- 3LAU
- Alex M.O.R.P.H.
- Alok
- Aly & Fila
- Andy Moor
- Antillas
- ATB
- Audien
- Avicii
- Bassjackers
- Borgore
- Brodanse
- BT
- Chico Rose (a.k.a. Ravitez)
- Coone
- Cosmic Gate
- Dillon Francis
- DIMMI
- Dimitri Vegas & Like Mike
- Disfunktion
- Drianu
- Funk Machine
- Hardwell
- JETFIRE
- Jewelz & Sparks
- John O'Callaghan
- Jordy Eley
- Juicy M
- Kenneth G
- KRONO
- Laurent Wolf
- Maison & Dragen
- Mastrovita
- MATTN
- Markus Schulz
- Marshroom
- Maurice West
- Max Graham
- Max Vangeli
- Mischa Daniels
- Mordkey
- Möwe
- Nato Medrado
- NERVO
- Nicolas Haelg
- Paul Oakenfold
- Paul Van Dyk
- Pelari
- Planet Of Sound
- Pretty Pink
- Robert Nickson
- Roger Shah
- Sandro Silva
- Scooter
- Shapov
- Shogun
- Sick Individuals
- Sunlounger
- Third Party
- Tim Berg
- Tom Fall
- Twopauz
- Ummet Ozcan